# Пес Патрон (мультсеріал)
«Пес Патрон» (англ. Patron The Dog) — український повчальний дитячий анімаційний вебсеріал з 2023 року про відомого пса-розмінувальника Патрона режисерки Анастасії Фалілеєвої та сценаристки Олександри Рубан, що виходить на YouTube-каналі «Patron the Dog» та на медіасервісі Megogo і реалізується за підтримки Агентства США з міжнародного розвитку у партнерстві з ЮНІСЕФ. На початку кожної серії грає пісня 2022 року «Пес Патрон» рок-гурту Karta Svitu.

## Сюжет
Анімаційний серіал розповідає про пригоди собаки-сапера породи джек-рассел-тер'єра Патрона з Державної служби України з надзвичайних ситуацій. Патрон перемагає Бубухів, знешкоджуючи вибухонебезпечні предмети, рятує звіряток і товаришує з котом, на ім'я Том.

## Акторський склад

### Головні ролі
- Михайло Карпань — пес Патрон, протагоніст
- Дмитро Гаврилов — кіт Том, приятель Патрона
- Василь Байдак — Бубухи/Електричні Бубухи,[6] антагоністи

### Додаткові ролі
- Влад Шевченко — Короп,[7] їжачок низенький[8]
- Ірма Вітовська — коза, спецагентка «Паляниця»[9]
- Дарія Астаф'єва — голубка Галушка,[9] Моніка[10]
- Тарас Стадницький — голуб Чубчик[9]
- Євген Клопотенко — король ельфів[11]
- Надія Дорофєєва — киця Шафа[12]
- Дмитро Монатик — тато Мишка[13]
- Нікіта Добринін — тато Патрона[14]
- Євгеній Синельников — тренер[14]
- Кирило Ганін — вівчарка,[14] їжачок сіренький[8]
- Олександр Педан — доберман[14]
- Олексій Завгородній — песик,[14] робот-пилосос[15]
- Михайло Ільєв — власник Патрона[15]
- Павло Скороходько — Григорій,[15] Дорчик,[10] єнот[6]
- Дмитро Каднай — кріт[16]
- Володимир Дантес — метелик[17]
- Єсенія Селезньова — їжачиня[8]
- Євген Галич — Левчик[10]
- Олександра Рубан — Лола[10]
- Даніель Салем — Рубі[10]
- Lida Lee — шиншила[10]
- Антон Птушкін — пітон[10]
- Ярина Гребеньовська — каченя,[10] білочка[6]
- Дмитро Шуров — Сінька[10]
- Михайло Ільєв — Михайло[6]
- Олександр Борисенко — кракен[6]

## Епізоди

### Перший сезон (2023-2024)
| № серії (в сезоні) | Назва серії                  | Режисер(и)          | Сценарист(и)     | Оригінальна дата показу |
| --- | ---------------------------- | ------------------- | ---------------- | ----------------------- |
| 1 | «Зруйнований міст»           | Анастасія Фалілеєва | Олександра Рубан | 7 січня 2023            |
| Пес Патрон розповідає коту Тому про свою минулу пригоду. Він дізнався від Коропа про незнайомий предмет у річці, залишений злим Бубухом. Це виявився вибуховий кристал з дистанційним керуванням. Патрону й Коропу вдалося вибити пульти дистанційного керування з рук Бубуха. Потім кристал забирає «чарівник». Наприкінці виявляється, що пес дофантазував про свою роботу, насправді «чарівник» був сапером, а кристал — нерозірваною бомбою. Проте Том вважає, що Патрон насправді применшив свої заслуги. |                              |                     |                  |                         |
| 2 | «Агент під прикриттям»       | Анастасія Фалілеєва | Олександра Рубан | 7 лютого 2023           |
| Патрон повертається з роботи та розповідає Тому як йому допоміг дощ. Пес зустрів Козу на ім'я Паляниця, що показала йому як Бубухи ховають у полі вибухівку. Бубухи встигли запалити вогнепровід, але раптом почався дощ і загасив його. |                              |                     |                  |                         |
| 3 | «Зненацький сон»             | Анастасія Фалілеєва | Олександра Рубан | 28 лютого 2023          |
| Пес Патрон розповідає про свій сон. Йому наснився палац ельфів, куди Патрона запросили на свято. Туди прислали величезну цукерку, в якій пес впізнав вибухівку. Коли король ельфів необачно розкрив обгортку, звідти повискакували Бубухи й почали пакостити в палаці. Тоді Патрон і ельфи заманили Бубухів до банки справжніми цукерками, і закрили там. Том наостанок каже, що героям теж треба відпочивати.                                                                                                 |                              |                     |                  |                         |
| 4 | «Викрадення Тома»            | Анастасія Фалілеєва | Олександра Рубан | 15 березня 2023         |
| Том розповідає Патрону як його викрали «нетутешньотяни» (насправді це були ветеринари). Том зустрів кішку Глорію і вони запланували втечу. Обоє вибралися та повернулися додому на таксі. Патрон переконує Тома носити протиблошиний нашийник, який йому дали «нетутешньотяни». |                              |                     |                  |                         |
| 5 | «Пожежа»                     | Анастасія Фалілеєва | Олександра Рубан | 5 квітня 2023           |
| Том зауважив, що він Патрона пахне димом. Пес розповідає, що гасив пожежу. Бубухи розпалили на соняшниковому полі багаття і родина Миші опинилася в небезпеці. Патрон розповів Миші як виготовити маску проти диму і вони вдвох врятували інших мишей. |                              |                     |                  |                         |
| 6 | «Правило Патрона»            | Анастасія Фалілеєва | Олександра Рубан | 12 травня 2023          |
| Том запитує, яке в Патрона головне правило. Патрон ніколи не задумувався про це і вирішує з'ясувати це. Пес розповідає, як у дитинстві гуляв з батьком і побачив як великі собаки глузують з цуценяти. Батько присоромив розбишак і вони втекли. Але Том каже, що це була заслуга Патронового батька, а не Патрона. Далі Патрон пригадує як подолав страх висоти в школі і називає своїм правилом: він береться вирішувати ті справи, про які впевнений, що справиться з ними.                                 |                              |                     |                  |                         |
| 7 | «Новенький»                  | Анастасія Фалілеєва | Олександра Рубан | 14 червня 2023          |
| Пес Патрон вирушив на чергове завдання, де зустрів робота-пса Григорія (схожого на BigDog). Робот виявився хвальком і впав у яму, а потім Бубухи скинули туди ж і Патрона. Обоє псів, працюючи разом, вибралися з ями та спіймали Бубухів, а потім знайшли їхній вибуховий кристал (насправді це була міна). |                              |                     |                  |                         |
| 8 | «Лабораторія Бубухів»        | Анастасія Фалілеєва | Олександра Рубан | 12 липня 2023           |
| Патрон був біля річки, коли відчув небезпеку. Він зустрів Крота, з яким вирушив під землю. Вони виявили лабораторію, куди пройшли завдяки тому, що Кріт знав пароль. У лабораторії Бубухи виробляли вибухові кристали. Патрон налякав лиходіїв, а Кріт завадив їм підірвати кристали. |                              |                     |                  |                         |
| 9 | «Незвичні метелики»          | Анастасія Фалілеєва | Олександра Рубан | 16 серпня 2023          |
| До служби порятунку надійшов виклик про незвичайного метелика. Патрон зустрів закоханого Метелика, що спершу не помічав його. Потім виявилося, що кохана Метелика - це міна «метелик». Навколо лежало багато таких мін, закладених Бубухом. Патрон закликав інших метеликів зібратися в хмару у вигляді собаки, щоб налякати Бубуха. Комахи схопили лиходія, розкрутили, та викинули його в космос. |                              |                     |                  |                         |
| 10 | «Небезпечна знахідка»        | Анастасія Фалілеєва | Олександра Рубан | 18 вересня 2023         |
| Патрон повертається з прогулянки в лісі, на якій зробив небезпечну знахідку. Лісові звірята знайшли іграшку, що виявилася бомбою з годинниковим механізмом. Зненацька іграшка втекла, але Патрон спіймав її. Це виявився замаскований Бубух, який ніс з собою бомбу. Бубух від страху луснув. |                              |                     |                  |                         |
| 11 | «Клуб анонімних пухнастиків» | Анастасія Фалілеєва | Олександра Рубан | 17 жовтня 2023          |
| Різні домашні улюбленці збираються в Клубі анонімних пухнастиків. Всі вони так чи інакше зіткнулися з наслідками війни, за винятком однієї собачки. Акваріумна рибка запевняє, що собачка не повинна почуватися винною. Учасники Клубу анонімних пухнастиків вирішують, що вони всі потрібне одне одному. |                              |                     |                  |                         |
| 12 | «Вибуховий діамант»          | Анастасія Фалілеєва | Олександра Рубан | 25 грудня 2023          |
| Під час виступу пса патрона перед тваринами раптом зникає світло. Пес вирушає на електростанцію та виявляє там новий вид Бубухів — електричний. Виявляється, Бубухи крадуть електрику та накопичують її у великому діаманті. Патрон проганяє лиходіїв вогнегасником і висмикує кабель. Зарядження припиняється, кристалом виявляються ракети. |                              |                     |                  |                         |
| 13 | «Не така, як всі»            | Анастасія Фалілеєва | Олександра Рубан | 31 січня 2024           |
| Том зустрів актрису-горобця Пуньку, з якої глузують двоє хуліганів. Кіт переконав Пуньку виступити перед публікою, розповівши, як у дитинстві був у схожій ситуації. Пунька виступила з віршем «Ти знаєш, що ти — горобчик?» (перефразований «Ти знаєш, що ти — людина?» Василя Симоненка), який вразив глядачів так сильно, що навіть хулігани вибачилися та пообіцяли надалі захищати її. |                              |                     |                  |                         |
| 14 | «Спекотний блог»             | Анастасія Фалілеєва | Олександра Рубан | 2 березня 2024          |
| Патрон розповідає як урятував пса-блогера Кукі. Одного разу Кукі знімав відеоблог у лісі та побачив як Бубухи випадково влаштували пожежу. Знехтувавши небезпекою, Кукі продовжував знімати вогонь на відео, поки не опинився у пастці та викликав Патрона на порятунок. Кукі зрозумів, що життя та здоров'я важливіші за популярність і став допомагати іншим тваринам. |                              |                     |                  |                         |
| 15 | «Повінь»                     | Анастасія Фалілеєва | Олександра Рубан | 6 квітня 2024           |
| У селі на півдні України сталася повінь. Патрон вирушив допомагати людям і дізнався про загублене кошеня Ґудзика. Ґудзик боявся води, але хотів урятувати куряче яйце, Ципку. Патрон швидко збудував пліт, на який взяв Ґудзика та Ципку. Але кошеня через стрімку течію впало у воду, а поки Патрон витягував його, потім відніс яйце. Патрон зумів повернути Ципку, що згодом вилупився, та Ґудзика його хазяям. Том, слухаючи про це розповідь, почав її записувати.                                        |                              |                     |                  |                         |
| 16 | «Листівка з Одеси»           | Анастасія Фалілеєва | Олександра Рубан | 4 травня 2024           |

### «За кадром»
| № серії (в сезоні) | Назва серії                   | Режисер(и)          | Сценарист(и)     | Оригінальна дата показу |
| ------------------ | ----------------------------- | ------------------- | ---------------- | ----------------------- |
| 1                  | «Частина 1. Секрети Тома»     | Анастасія Фалілеєва | Олександра Рубан | 17 лютого 2023          |
| 2                  | «Частина 2. Супернюх Патрона» | Анастасія Фалілеєва | Олександра Рубан | 7 березня 2023          |
| 3                  | «Частина 3. Хто такі Бубухи»  | Анастасія Фалілеєва | Олександра Рубан | 3 травня 2023           |

## Прем'єра
28 грудня 2022 року на офіційному каналі пса Патрона на YouTube вийшов тизер мультсеріалу. 7 січня 2023 року вийшла перша серія під назвою «Зруйнований міст». Першу серію подивились понад три мільйони разів на YouTube. «Пес Патрон» посів друге місце за тривалістю переглядів мультиплікаційних проєктів українського виробництва на медіасервісі Megogo, поступившись «Хоробрим зайцям».